# Vicente Adamo
Vicente Adamo (Provincia de Reggio de Calabria 19 de febrero de 1876 - d. 1927) fue un líder social colombiano de ascendencia italiana, de ideología socialista.

## Biografía
Fue soldado de Nápoles, hasta el 29 de abril de 1897, donde aprendió sus ideas socialistas y anarquistas, cuando emigró a México, donde trabajo en diferentes industrias, el 16 de diciembre de 1900, emigró a Cuba, donde también tuvo varios trabajos, luego viajaría a Jamaica, llegando finalmente en 1903 a Colombia, donde vivió en Barranquilla y Panamá. En 1905 se trasladó a Cartagena y luego a Montería, donde se estableció y participó en las luchas obreras y campesinas, fundando la Sociedad de Obreros y Artesanos, bajo su orientación sería fundada la Sociedad de Obreras Redención de la Mujer, por Juana Julia Guzmán. Junto a Guzmán lidero el movimiento social de obreros, artesanos y campesinos, dando discursos en la Plaza de Mercado de Montería, participando en Asambleas como la Asamblea Mixta Obrera del Litoral Atlántico, llevada a cabo en Montería entre el 21 y el 27 de enero de 1921, y realizando la Toma del Baluarte Rojo de Lomagrande, que se convirtió en un lugar clave de las luchas sociales de la época, tras un intento de desalojo por las autoridades, el 7 de septiembre de 1921, resultaron cuatro campesinos y un teniente de policía muertos y dejando presos a Adamo y Guzmán, acusados del asesinato del policía, fueron liberados un año después gracias a las luchas sociales en Colombia, continuando las luchas sociales hasta 1927, cuando fue expulsado del país, con ayuda de la Legación italiana en Bogotá. Su rastro se perdió en un Hospital de Ciudad Trujillo (República Dominicana).

## Homenajes
Su papel revolucionarios ha sido revindicado por la Asociación Nacional de Usuarios Campesinos (ANUC). Se convirtió en un símbolo de las luchas campesinas en la Región Caribe de Colombia.